# Mitsubishi A5M
Mitsubishi A5M (九六式艦上戦闘機 "Tip 96"?), a fost un avion de vânătoare proiectat pentru a acționa de la bordul unui portavion, fiind primul avion de vânătoare monoplan din lume destinat să acționeze de pe nave de luptă. 
El s-a aflat în dotarea Serviciului Aeronaval al Marinei Imperiale Japoneze (大日本帝國海軍航空隊, Dai-Nippon Teikoku Kaigun Koukuu-tai) din 1936 până în 1945, fiind predecesorul faimosului Mitsubishi A6M 'Zero'. 
Numele de cod oficial dat de Aliați era Claude.
Acest avion a avut importanță deosebită, pentru că a marcat sfârșitul dependenței Japoniei de proiectare străină.

## Proiectare și dezvoltare
În 1934 Marina Imperială Japoneză a stabilit specificații pentru un avion de vânătoare capabil să atingă viteza de 350 km/h la o altitudine de 3,000 m și capabilă să urce la înălțimea de 5,000 m în 6,5 minute.
Au înaintat proiecte atât Mitsubishi cât și Nakajima.
Proiectarea noului avion de vânătoare a fost încredințat lui Mitsubishi, unei echipe de proiectanți conduse de Jiro Horikoshi (mai târziu proiectantul faimosului A6M Zero) cu codul Ka-14.

## Istoric operațional
Avionul a intrat în serviciu în 1937 intrând în luptă în cel de-al Doilea Război Chino-Japonez  unde participa la lupte aeriene cu Boeing P-26C Model 281 "Peashooter", acestea fiind primele lupte aeriene purtate între avioane construite în întregime din metal.
În aceste lupte s-a dovedit superior tuturor avioanelor întâlnite, grupul de proiectanți Mitsubishi continuând să-l dezvolte până la varianta finală A5M4 la care i s-a adăugat un rezervor suplimentar pentru a mări raza de acțiune. Înarmat doar cu mitraliere de 7,7mm noul avion de vânătoare Mitsubishi s-a dovedit eficient, rezistent la avarii cu manevrabilitate excelentă și de construcție robustă.
Dușmanul cel mai periculos s-a dovedit a fi Polikarpov I-16, un avion rapid, bine înarmat,condus adesea de sovietici.
A5M "Claude" escorta în raidurile sale modernul (pe atunci) dar vulnerabilul bombardier Mitsubishi G3M.
La începutul celui de-al Doilea Război Mondial A5M "Claude" era încă în serviciu. Serviciile de spionaj ale SUA credeau că ele erau avioanele de vânătoare principale ale Japoniei,dar ele deja erau înlocuite de A6M 'Zero'.
Ultima luptă la care tipul a participat a fost Bătălia din Marea Coralilor din 7 mai 1942 când două A5M și patru A6M au atacat un portavion care a scufundat portavionul lor. 

## Operatori
Date de la
 Japan
- Serviciul Aerian al Forțelor Imperiale Japoneze
  - Portavionul Akagi
  - Portavionul Hōshō
  - Portavionul Kaga
  - Portavionulr Ryūjō
  - Portavionul Shōhō
  - Portavionul Sōryū
  - Portavionul Zuihō
  - Chitose Kokutai/Grupul aerian Chitose
  - Oita Kokutai/ Grupul aerian Oita
  - Ōminato Kokutai/Grupul aerian Ōminato
  - Omura Kokutai/Grupul aerian Omura
  - Sasebo Kokutai/Grupul aerian Sasebo 
  - Tainan Kokutai/Grupul aerian Tainan
  - Yokosuka Kokutai/Grupul aerian Yokosuka
  - Corpul aerian 12
  - Corpul aerian 13
  - Corpul aerian 14
  - Corpul aerian 15